# Comissió Pontifícia d'Arqueologia Sagrada
La Comissió Pontifícia d'Arqueologia Sagrada (italià: Pontificia Commissione di Archeologia Sacra) és una comissió oficial del Vaticà fundada el 1852 amb el propòsit de promoure i dirigir excavacions arqueològiques a les Catacumbes de Roma i en d'altres llocs patrimonials vinculats al Cristianisme, així com salvaguardar els objectes trobats durant aquestes excavacions.

## Història
La Comissió Pontifícia d'Arqueologia Sagrada va ser creada a iniciativa de l’arqueòleg Giovanni Battista De Rossi, considerat un dels fundadors de l'Arqueologia Cristiana. En aquella època Giovanni Battista estava dirigint les excavacions de les Catacumbes de Roma aplicant un nou mètode que combinava la topografia amb les fons històriques.
L'arqueòleg en va suggerir la creació al Papa Pius IX, que va acabar acceptant. La Comissió va ser oficialment creada el 6 de gener de 1852. Posteriorment va ser declarada “Pontifícia” per el Papa Pius XI, que va fixar les seves competències i amb els Pactes del Laterà va aconseguir competències també sobres les catacumbes que es troben en territori de l'estat italià.
En el últims anys la comissió ha rebut un nou impuls i ha modernitzat les seves tècniques arqueològiques i de restauració així com els criteris de documentació, classificació i conservació dels fons.

## Administració
El president actual del Pontifical de la Comissió Pontifícia d'Arqueologia Sagrada és el cardenal Gianfranco Ravasi (com a President del Pontifical Consell per Cultura), el Vicepresident és l'Abat Dom. Michael John Zielinski, O.S.B. Oliv., el secretari és Monsignor Giovanni Carrǜ, i el superintendent és el Professor Fabrizio Bisconti.

## Darrers presidents de la Comissió Pontifícia
- Francesco Marchisano (4 setembre 1991 – 28 agost 2004)
- Mauro Piacenza (28 agost 2004 – 7 maig 2007)
- Gianfranco Ravasi (3 setembre 2007 – present)